# Feuille à coche
Une feuille à coches est un moyen de comptabiliser des éléments selon 0, 1, 2 voire 3 dimensions.

## Typologie

### Feuille à coches à 0 dimension
C'est la feuille à coche "de base" qui permet de comptabiliser des entités solon un critère donné. Exemple : le nombre de voitures passant dans une rue en 1h.
| Nb de voitures               |
| ---------------------------- |
| \|\|\|\|\|\|\|\|\|\|\|\|\|\| |

#### Formalisme des coches
Les coches peuvent se présenter sous différentes formes
- Un simple trait
- Un tick (✔)
- en groupes de 5 traits (permet de comptabiliser rapidement les traits).
  - 4 traits rayés (la rayure correspond au 5e trait)
  - un carré rayé (un trait pour chaque côté du carré, plus le 5e pour la rayure)

Il est aussi possible de regrouper les groupes de 5 traits :  
- 2 groupes de 5 traits peuvent être rapprochés pour identifier les dizaines.
- 20 groupes de 5 traits rapproché en un tableau 4x5 pour identifier une centaine

### Feuille à coches à 1 dimension
C'est la feuille type utilisée pour noter les résultats des votes :
| Candidat 1 | Candidat 2           | Candidat 3 | Candidat 4     |
| ---------- | -------------------- | ---------- | -------------- |
| \|\|\|\|   | \|\|\|\|\|\|\|\|\|\| | \|\|\|\|\| | \|\|\|\|\|\|\| |

### Feuille à coches à 2 dimensions
Ces feuilles sont surtout utilisées pour piloter une activité :
|                  | Lundi  | Mardi    | Mercredi   | Jeudi      | Vendredi | Total |
| ---------------- | ------ | -------- | ---------- | ---------- | -------- | ----- |
| Modèles A vendus | \|\|\| | \|\|\|\| | \|\|       | \|\|\|\|\| | \|\|     | 16    |
| Modèles B vendus | \|     | \|\|     | \|\|\|\|\| | \|         | \|\|\|\| | 13    |
| Total            | 4      | 6        | 7          | 6          | 6        | 29    |

### Feuilles à coches à 3 dimensions
Ce cas se rencontre moins souvent, il peut être matérialisé de 2 manières différentes :
- Une feuille par concept supplémentaire,
- Subdivision des cellules d'une feuille à coches à 2 dimensions en autant de sous-cellules que souhaité (nécessite une légende) :

|           | Commercial A | Commercial A | Commercial B | Commercial B | Commercial C | Commercial C |
| --------- | ------------ | ------------ | ------------ | ------------ | ------------ | ------------ |
| Produit A | \|           |              |              | \|\|         |              | \|\|         |
| Produit A |              | \|\|         | \|\|         | \|\|\|\|     |              | \|\|         |
| Produit B | \|\|\|       |              | \|\|         |              | \|           | \|           |
| Produit B |              | \|           |              | \|           | \|\|         | \|           |

Légende de la subdivision :
| Couleur | Couleur |
| ------- | ------- |
| noir    | blanc   |
| rouge   | bleu    |

Dans ce cas les séparations entre sous-cellules seront plus légères que celles du reste du tableau afin de gagner en lisibilité, les coches pourront aussi être réalisées dans des couleurs différentes. Dans notre exemple, nous avons 5 produits blancs vendus en tout.